# Mesomima albifrons
Mesomima albifrons är en fjärilsart som beskrevs av W. Warren 1897. Mesomima albifrons ingår i släktet Mesomima och familjen mätare. Inga underarter finns listade i Catalogue of Life.